# Кременчуцьке Громадське Телебачення
«Кременчу́цьке Грома́дське ТБ» (kgtv.com.ua [Архівовано 17 грудня 2014 у Wayback Machine.]) — це спільна ініціатива кременчуцьких журналістів, головним завданням якої є об'єктивне та неупереджене інформування про важливі громадсько-політичні, економічні, культурні, соціальні процеси без цензури, лише відповідно до публічних засад редакційної політики в умовах прозорого фінансування та звітування.

## Історія
Установчі збори засновників громадської організації «Кременчуцьке громадське телебачення» пройшли 14 березня 2014 року. Ініціативну групу представників різних форм ЗМІ було зібрано для розв'язання формальних питань, зокрема заснування громадського об'єднання, ухвалення статуту, обрання керівних органів.
Усі засновники, які прийшли на установчі збори, підтвердили свою згоду створити громадську організацію «Кременчуцьке громадське телебачення». За результатами зборів до складу нової громадської організації увійшли 26 представників різних кременчуцьких ЗМІ. Також було обрано членів програмної й наглядової рад, обговорено та затверджено основні положення статуту ГО «КГТБ». Керівником «Кременчуцького громадського телебачення» стала Ірина Кожарська.
До програмної ради увійшли: Дмитро Бабець, Олег Булашев, Євгенія Гамза, В'ячеслав Герасименко, Тарас Деркач, Володимир Ейсмонт, Кирило Жуков, Ірина Кожарська, Наталя Неборак, Олена Орлова, Ольга Очеретяна, Антон Фігуровський.
До наглядової ради, функціями якої також є спостереження за фінансовими надходженнями та витратами ГО, увійшли: Роман Кацай, Лариса Гориславець, Дар'я Слабко.
У складі редакційної ради: Василь Криворучко, Денис Кудінов, Олена Ліпошко, Євген Льопа, Олег Мірошниченко, Олександр Максименко, Наталя Мігунова, Любов Рябошапко, Сергій Сапко, Олександр Соколюк, Микола Фельдман. 
20 травня у прямому ефірі було укладено партнерську угоду між національним та місцевим громадським телебаченням. 
Офіс громадської організації знаходиться у приміщенні газети «Вісник Кременчука» за адресою: вул. Першотравнева, 3. 

## Редакційна політика
«Кременчуцьке громадське телебачення» було повністю утворене на основі статуту Hromadske.
Ініціатори погоджуються з тим, що кожен професійний журналіст міста має право на доступ до створення власної телепродукції. Принципи, які реалізуються на майданчику громадського телебачення, спрямовані на те, щоб кожен представник ЗМІ мав можливість сформувати свій медіапростір.